# Xftp
Xftp는 넷사랑컴퓨터에서 개발한 FTP, SFTP 클라이언트 프로그램이다.

## 역사
Xftp는 GUI 기반의 FTP, SFTP 클라이언트로 2004년에 정식으로 출시되었다.
- 2004년 10월 : Xftp 1.2 정식 버전을 출시하였다.
- 2008년 6월 : Xftp 3 정식 버전을 출시하였다. 가정 및 학교 사용자를 대상으로 Xftp 무료 라이선스를 제공하기 시작했다.
- 2010년 5월 : Xftp 4 정식 버전을 출시하였다.
- 2014년 11월 : Xftp 5 정식 버전을 출시하였다.
- 2018년 4월 24일 : Xftp 6 정식 버전을 출시하였다.
- 2020년 11월 17일: Xftp 7 정식 버전을 출시하였다.

## 기능
최신 버전을 기준으로 Xftp의 기능은 다음과 같다.
- 광범위한 프로토콜 지원 (FTP, SFTP)
- 탭과 커맨더 환경으로 구성 및 폴더 트리 지원
- 사용자가 정의 가능한 인터페이스 (전송 대기열, 링크 모음, 빠른 연결 표시줄 등)
- IPv6 지원
- SSH ZLIB 압축 지원
- 명령줄 인터페이스 지원
- 호스트 키/사용자 키 관리
- 폴더 동기화 지원
- Windows Shell 메뉴 지원
- 폴더 경로 북마크 지원
- FTP 로깅 및 세션 로깅

## 호환성
Xftp는 Windows XP, Windows Vista와 Windows 7, Windows 8, Windows 8.1, Windows 10, Windows Server에서 실행이 가능하다. 버전 6부터는 Windows XP를 지원하지 않는다.

## 라이선스
Xftp는 가정 및 학교에서 무료 라이선스 사용이 가능하다. 무료 버전은 국제적으로 학교 및 대학에서 활용되고 있다.
기업 사용자는 라이선스 구매가 필요하다.

## 시스템 사양
버전 7 기준 시스템 최소 사양은 다음과 같다.
| 운영체제   | Windows 10, Windows 8.1, Windows 7, Windows Server 2019, Windows Server 2016, Windows Server 2012, Windows Server 2008 SP 1, Citrix MetaFrame for Windows |
| CPU        | Intel® Pentium 이상 |
| 메모리     | 512 MB 이상 |
| 하드디스크 | 50 MB 이상 |

## 보안
- 공개 키 암호 방식
- 대칭 키 암호
- PKCS#11 인증 지원
- SSH 에이전트 지원
- 추가적인 보안 기능

| 암호화 알고리즘               | MAC                           | 키 교환 알고리즘                     |
| ----------------------------- | ----------------------------- | ------------------------------------ |
| 3des-cbc                      | hmac-md5                      | curve25519-sha256@libssh.org         |
| aes128-cbc                    | hmac-md5-96                   | ecdh-sha2-nistp256                   |
| aes128-ctr                    | hmac-md5-96-etm@openssh.com   | ecdh-sha2-nistp384                   |
| aes128-gcm@openssh.com        | hmac-md5-etm@openshh.com      | ecdh-sha2-nistp521                   |
| aes192_cbc                    | hmac-ripemd160                | diffie-hellman-group14-sha1          |
| aes192-ctr                    | hmac-ripemd160@openssh.com    | diffie-hellman-group1-sha1           |
| aes256-cbc                    | hmac-sha1                     | diffie-hellman-group-exchange-sha1   |
| aes256-ctr                    | hmac-sha1-96                  | diffie-hellman-group-exchange-sha256 |
| aes258-gcm@openssh.com        | hmac-sha1-96-etm@openssh.com  |                                      |
| arcfour                       | hmac-sha1-etm@openssh.com     |                                      |
| arcfour 128                   | hmac-sha2-256                 |                                      |
| arcfour 256                   | hmac-sha2-256-etm@openssh.com |                                      |
| blowfish-cbc                  | hmac-sha2-512                 |                                      |
| cast128-cbc                   | hmac-sha-512-etm@openssh.com  |                                      |
| chacha20-poly1305@openssh.com |                               |                                      |
| rijndael128-cbc               |                               |                                      |
| rijndael192-cbc               |                               |                                      |
| rijndael256-cbc               |                               |                                      |
| rijndael-cbc@lysator.liu.se   |                               |                                      |

## 같이 보기
- 파일질라
- 토탈 커맨더
- WinSCP